# Carl Gustaf Ekholm
Carl Gustaf Ekholm, född 1763 i Helsingfors, död 16 februari 1805, var en svensk grosshandlare och politiker.

## Biografi
Carl Gustaf Ekholm föddes 1763 i Helsingfors. Han arbetade som grosshandlare och var riksdagsledamot för borgarståndet i Stockholms stad vid riksdagen 1800. Ekholm var från 1800 till 1805 ledamot i bankofullmäktige och avled 1805.

### Familj
Ekholm gifte sig 1791 med Charlotta Eleonora Harkman.